# American Theater Hall of Fame
Die American Theater Hall of Fame befindet sich in New York City. Gestiftet wurde sie im Jahre 1971 durch Earl Blackwell, Gerard Oestreicher, James M. Nederlander und Arnold Weissberger. Aufgenommen in die Theater Hall of Fame werden seitdem Theaterschaffende aus den Bereichen Schauspiel, Buch, Bühnen- und Kostümbild, Regie und Produktion.
Bedingungen zur Aufnahme sind eine Laufbahn am Broadway von mindestens 25 Jahren und dabei wenigstens fünf Hauptmitwirkungen (Schauspieler-Hauptrollen) in diversen Theaterproduktionen. Die Entscheidung zur Aufnahme wird von 400 wahlbeteiligten Mitarbeitern der Theater Hall of Fame sowie vom Verband der amerikanischen Theaterkritiker getroffen. Die Einführungszeremonie der mit einer Namensplakette Geehrten wird schließlich im New Yorker George Gershwin Theatre abgehalten.

## Theater Hall of Fame Founders Award

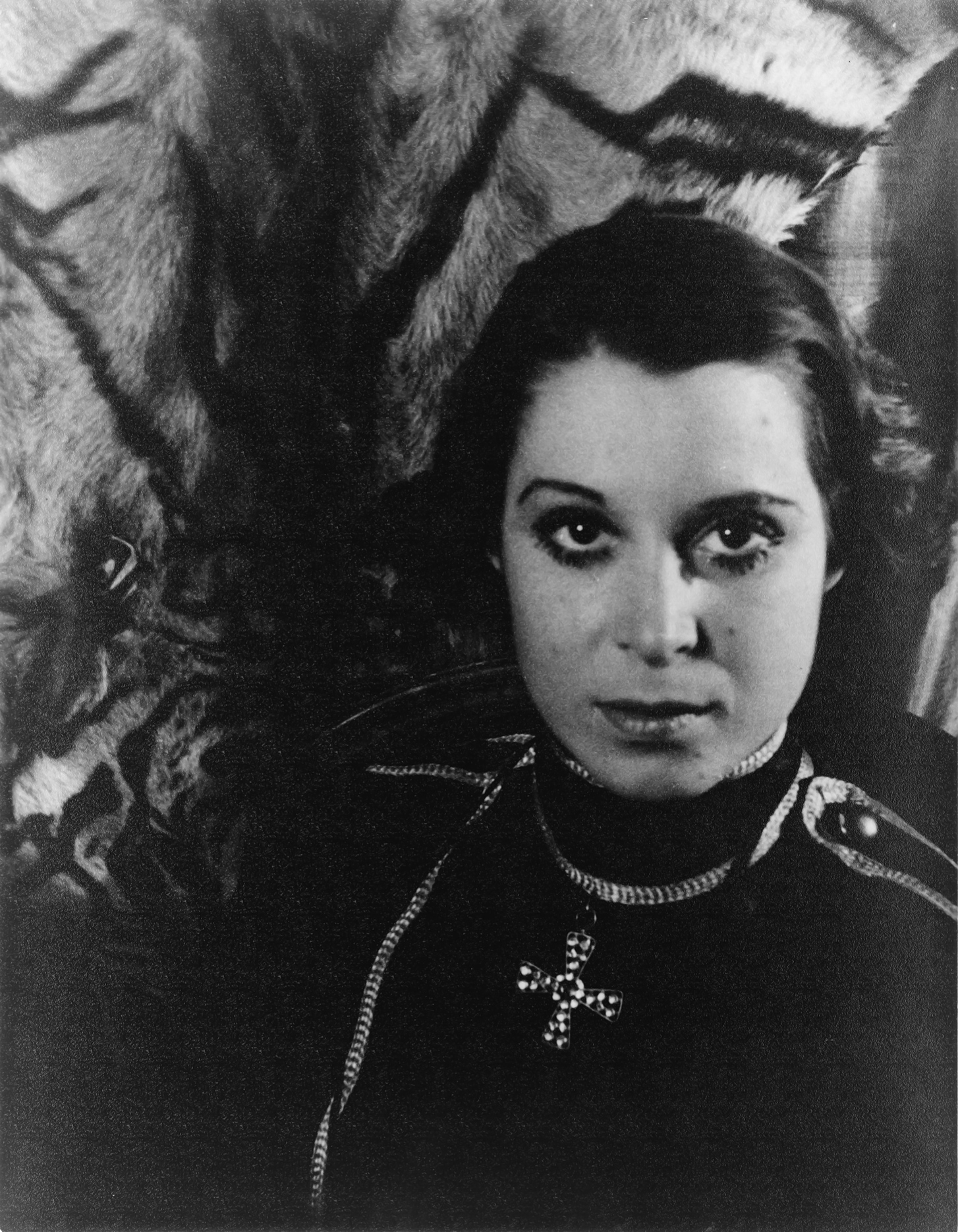
Kitty Carlisle (1933)

Seit 1993 wird in unregelmäßigen Abständen darüber hinaus der sogenannte „Theater Hall of Fame Founders Award“ an Personen verliehen, die der Theaterwelt herausragende Beiträge geliefert haben.

### Preisträger
- 1993: James M. Nederlander
- 1994: Kitty Carlisle
- 1995: Harvey Sabinson
- 1996: Henry Hewes
- 1997: Otis L. Guernsey jr.
- 1998: Edward Colton
- 2000: Gerard Oestreicher und Arnold Weissberger
- 2001: Tom Dillon
- 2003: Price Berkley
- 2004: Donald Seawell
- 2005: Roy Somlyo

### Mitglieder

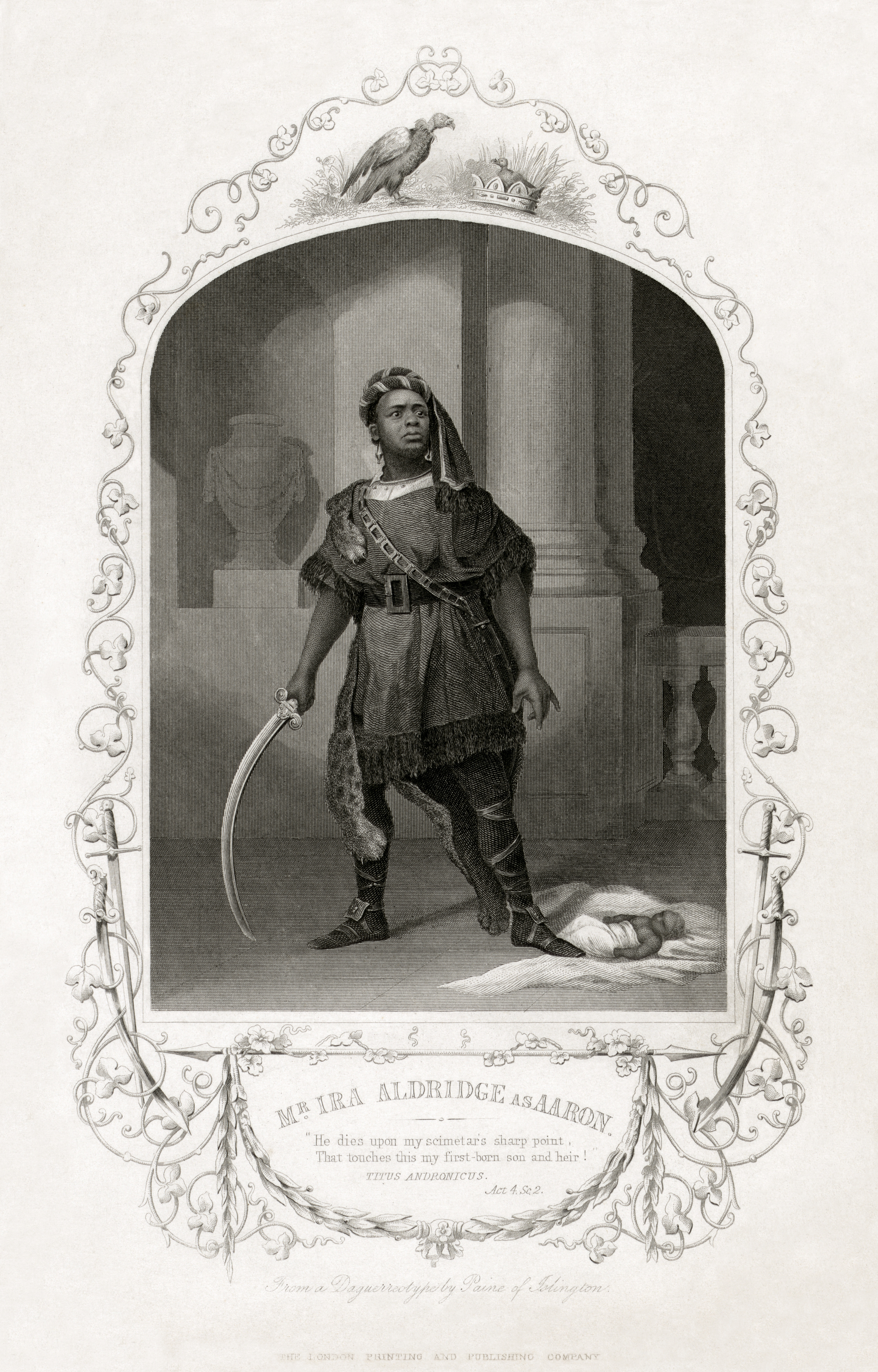
Ira Aldridge (1852)

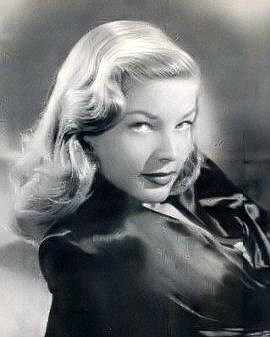
Lauren Bacall (1944)

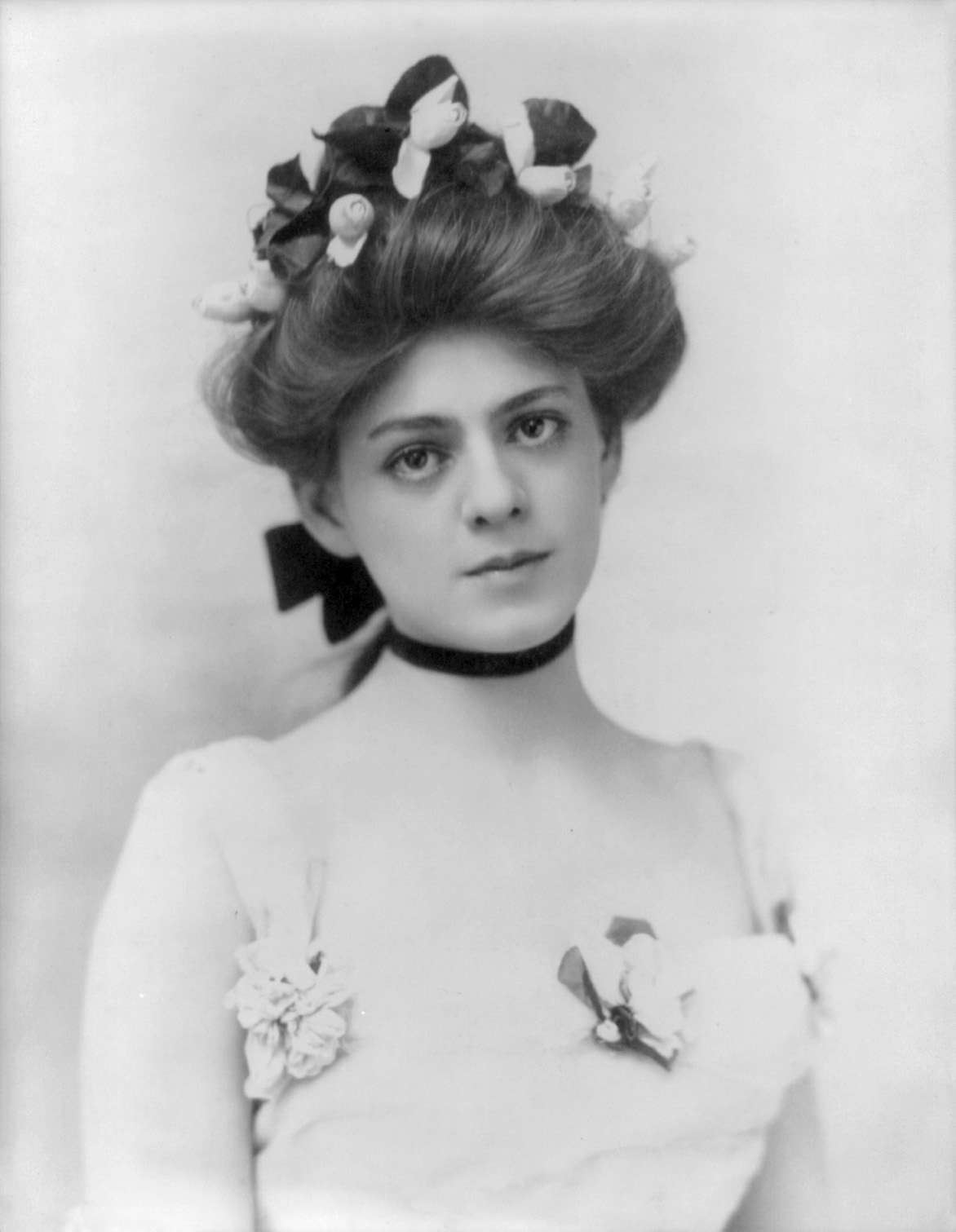
Ethel Barrymore (1901)

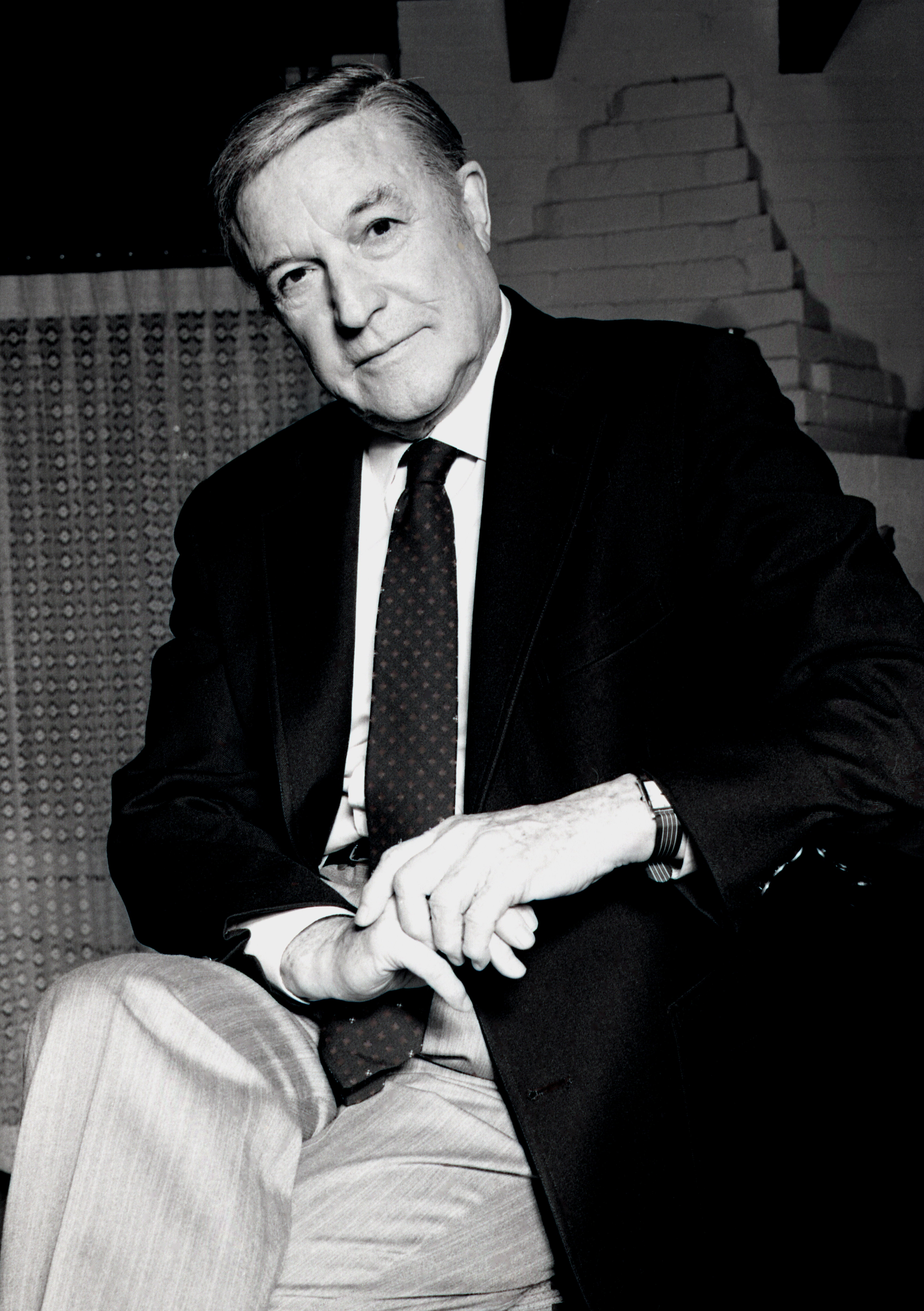
Gene Kelly (1986)

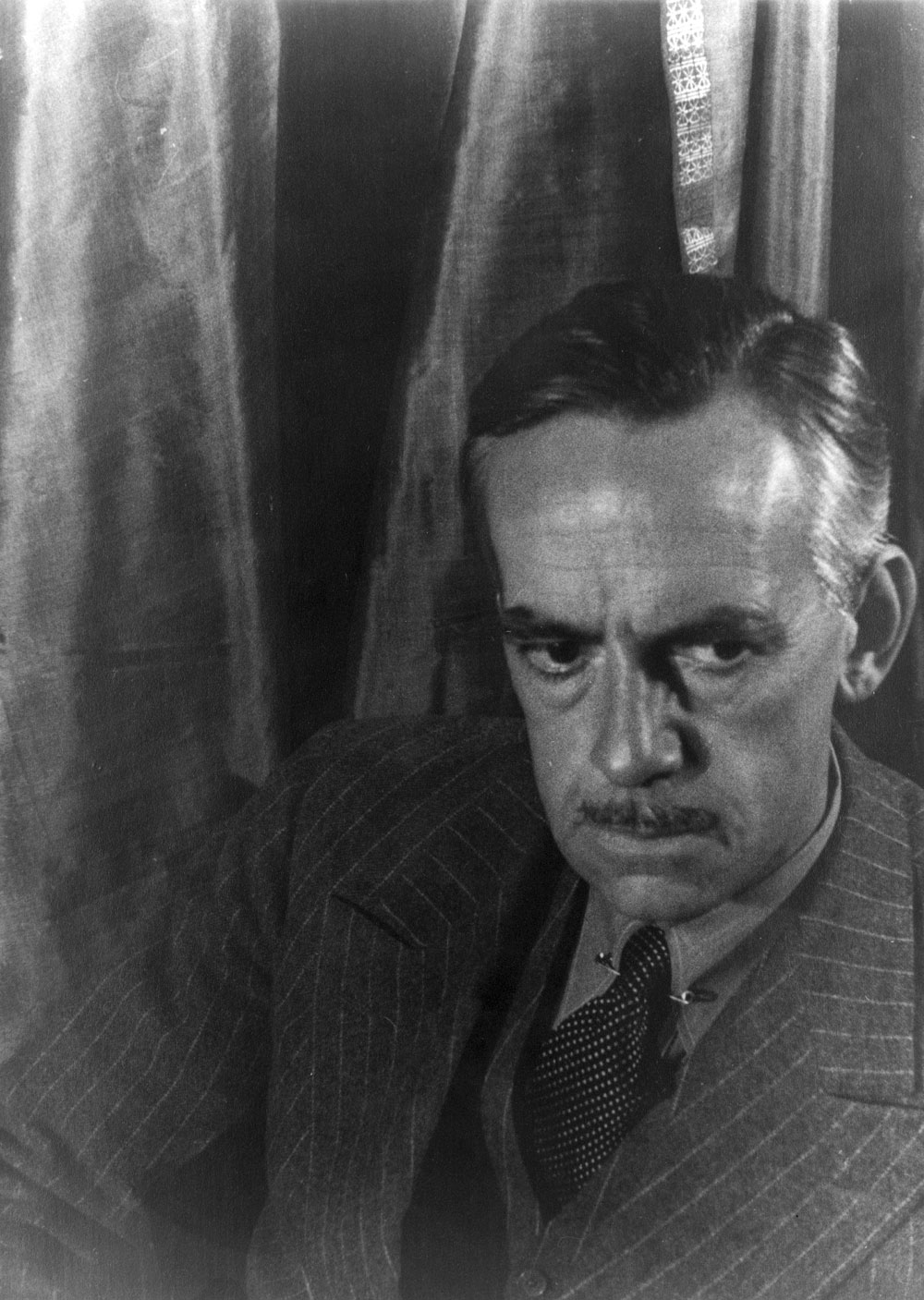
Eugene O’Neill (1933)

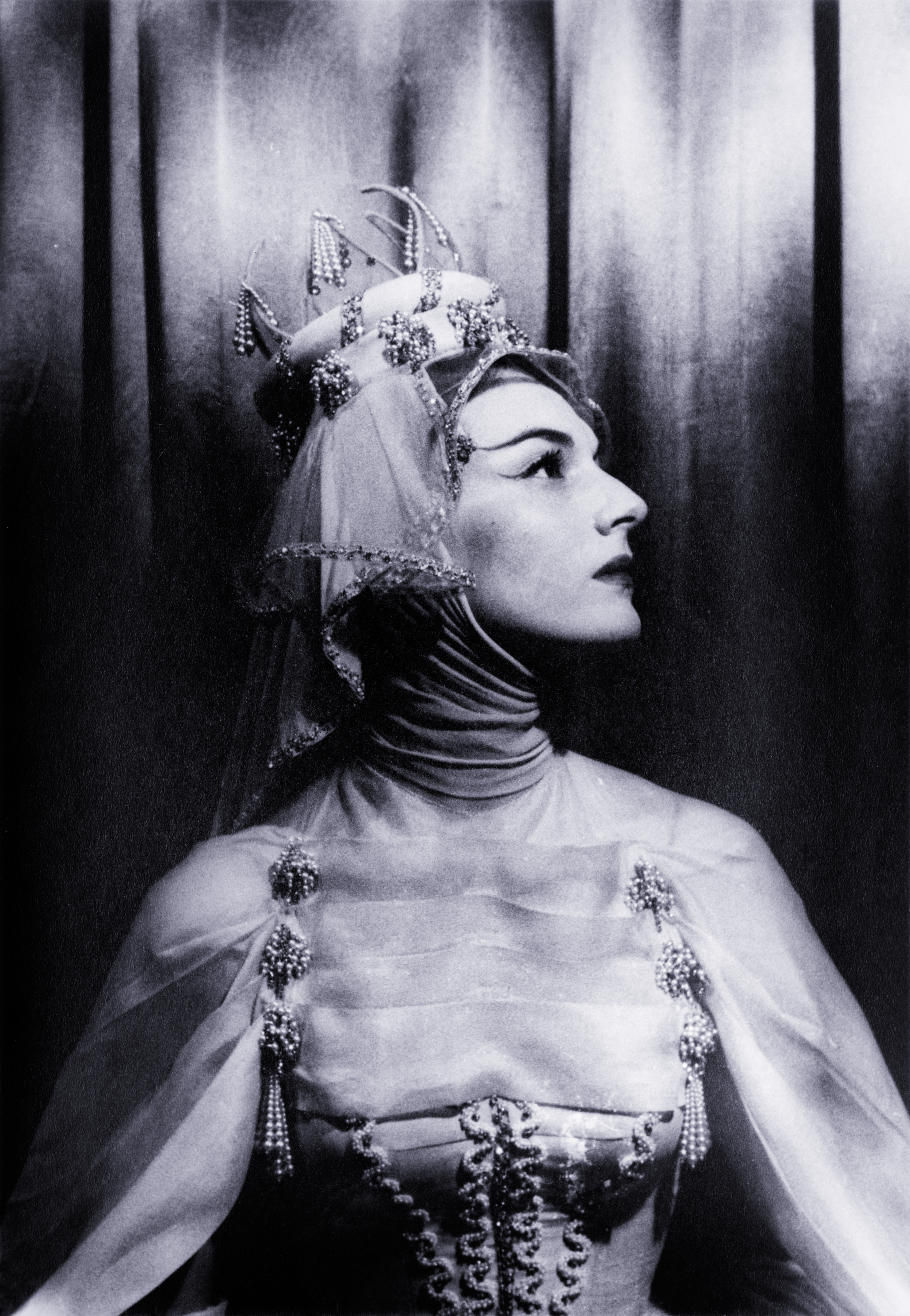
Marian Seldes (1954)

Mitglieder (Auswahl, für eine komplette Auflistung siehe )
- George Abbott (1972)
- Jacob P. Adler
- Stella Adler (1991)[3]
- Edward Albee (1985)
- Theoni V. Aldredge (1986)
- Ira Aldridge (1979)
- Jane Alexander (1994)[4]
- Mary Alice (2000)[5]
- Maxwell Anderson
- Judith Anderson
- Julie Andrews (1997)[6]
- Fred Astaire (1972)[7]
- Eileen Atkins (1998)[8]
- Alan Ayckbourn (2009)
- Emanuel Azenberg (2009)
- Lauren Bacall (1998)[9]
- Anne Bancroft (1991)
- Ethel Barrymore
- John Barrymore
- Lionel Barrymore
- John Lee Beatty (2002)
- Julian Beck (2003)
- Barbara Bel Geddes (1993)
- Norman Bel Geddes (1972)
- Michael Bennett (1986)
- Eric Bentley (1998)
- Irving Berlin
- Roger Berlind (2009)
- Sarah Bernhardt
- Leonard Bernstein
- Patricia Birch (2009)
- Eubie Blake (1995)
- Michael Blakemore (2010)
- Edwin Booth
- Shirley Booth (1979)
- Philip Bosco (1998)[10]
- Roscoe Lee Browne (2009)
- Robert Brustein
- Ellen Burstyn (2013)
- Richard Burton (1985)[11]
- Patrick Campbell
- Len Cariou (2004)
- Kitty Carlisle Hart (1999)
- Morris Carnovsky (1979)[12]
- Leslie Carter
- Joseph Chaikin (2010)
- Carol Channing (1981)
- Stockard Channing (2002)[13]
- Ruth Chatterton
- Caryl Churchill (2010)
- Ina Claire
- Lee J. Cobb (1981)
- Cy Coleman (1991)
- Alvin Colt (2002)
- Barbara Cook (1994)
- Katharine Cornell
- Noël Coward
- Hume Cronyn (1979)[14]
- John Cullum (2007)
- Jim Dale (2009)
- Tyne Daly (2011)
- Brian Dennehy (2010)
- Alfred Drake (1981)
- Christopher Durang (2012)
- Richard Easton (2009)
- Fred Ebb (1991)[15]
- José Ferrer (1981)
- Zelda Fichandler (1999)
- Harvey Fierstein (2007)
- Minnie Maddern Fiske
- Geraldine Fitzgerald (1986)
- Lynn Fontanne
- Horton Foote (1996)
- Bob Fosse (1979)
- Brian Friel (2006)
- Robert Fryer (2000)
- Athol Fugard (2000)
- Larry Gelbart (2002)
- Paul Gemignani (2010)
- George Gershwin
- Ira Gershwin
- Bernard Gersten (2002)
- William Gibson (2005)
- Jane Greenwood (2003)
- Tammy Grimes (2002)
- George Grizzard (2002)
- A. R. Gurney (2004)
- Otis Guernsey (2000)
- Mel Gussow (2007)
- Uta Hagen (1981)
- Marvin Hamlisch (2008)
- Oscar Hammerstein II
- Julie Harris (1979)[16]
- Rosemary Harris
- Rex Harrison (1979)
- Moss Hart (1972)
- June Havoc (2000)
- Helen Hayes
- George Hearn (2006)
- Katharine Hepburn (1979)
- Jerry Herman (1986)
- Gregory Hines (2004)
- Hal Holbrook (1999)
- Celeste Holm (1992)
- Dana Ivey (2007)
- Al Jolson
- Cherry Jones (2013)
- James Earl Jones (1985)
- Jon Jory (2000)
- Madeline Kahn (2003)
- John Kander (1991)[17]
- Garson Kanin (1985)
- Gene Kelly (1992)[18]
- Walter Kerr (1983)
- Willa Kim (2006)
- Woodie King, Jr. (2011)
- Kevin Kline (2003)
- Nathan Lane (2008)[19]
- Frank Langella (2002)
- Angela Lansbury (1982)[20]
- James Lapine (2010)
- Linda Lavin (2010)
- Eugene Lee
- Alan Jay Lerner
- John Lithgow (2005)
- Andrew Lloyd Webber (2009)
- Frank Loesser (1972)
- Santo Loquasto (2004)
- Dorothy Loudon (2005)
- Charles Ludlam (2009)
- Alfred Lunt
- Patti LuPone (2006)
- Charles MacArthur (1983)[21]
- Cameron Mackintosh (2013)
- Judith Malina (2003)
- David Mamet (2002)
- Theodore Mann (2009)
- Nancy Marchand (2000)
- Elliot Martin (2011)
- Raymond Massey (1986)
- Ian McKellen (2004)
- John McMartin (2009)
- Ethel Merman (1972)
- Arthur Miller (1979)
- Liza Minnelli (2000)
- Brian Murray (2004)
- George Jean Nathan
- Patricia Neal (2003)
- Trevor Nunn (2012)
- Jack O’Brien (2007)
- Eugene O’Neill
- Jerry Orbach (1999)[22]
- Al Pacino (2000)
- Geraldine Page (1983)[23]
- Estelle Parsons (2004)
- Bernadette Peters (1995)
- Christopher Plummer (1986)[24]
- José Quintero (1979)
- Tony Randall (1998)[25]
- Lynn Redgrave (2009)
- Michael Redgrave (1986)[26]
- Vanessa Redgrave (2003)[27]
- Chita Rivera (1991)[28]
- Jason Robards (1979)[29]
- Jerome Robbins (1979)[30]
- Richard Rodgers
- Ann Roth (2011)
- Gene Saks (1991)
- Stephen Schwartz (2010)[31]
- George C. Scott (1986)
- Marian Seldes (1995)
- Peter Shaffer (2007)
- George Bernard Shaw
- Robert E. Sherwood
- Paul Sills (2011)
- Neil Simon (1983)
- Lois Smith (2007)
- Maggie Smith (1994)[32]
- Stephen Sondheim
- Kim Stanley (1985)
- Jean Stapleton (2002)
- Maureen Stapleton (1981)
- Joseph Stein (2007)
- Roger L. Stevens (1986)
- Ellen Stewart (1992)[33]
- Peter Stone (2003)
- Tom Stoppard (1999)
- Barbra Streisand
- Elaine Stritch (1995)[34]
- Dorothy Stickney
- Daniel Sullivan (2011)
- Jessica Tandy (1979)[35]
- Sada Thompson
- Tommy Tune (1991)[36]
- Jonathan Tunick (2009)
- Gwen Verdon (1981)[37]
- Ben Vereen (2011)
- Paula Vogel (2012)
- Wendy Wasserstein (2006)
- Sam Waterston (2012)
- Fritz Weaver (2010)
- Mae West
- George White (2011)
- Richard Wilbur (2003)
- Oscar Wilde
- Tennessee Williams (1979)
- August Wilson (2006)[38]
- Elizabeth Wilson (2006)
- Jerry Zaks (2013)
- Florenz Ziegfeld junior